# Oral Fixation Tour
Oral Fixation Tour DVD är ett DVD-album av den colombianska sångerskan Shakira. Den släpptes 12 november 2007 och är filmat i Miami 6 december 2006, konserten var en del av hennes andra världsturné. Shakira sjunger sina senaste hits från Fijación Oral Vol. 1 och Oral Fixation Vol. 2. Men även äldre låtar från Pies Descalzos, ¿Dónde Están los Ladrones? och Laundry Service.
På den här konserten kom Alejandro Sanz för att sjunga deras låt La Tortura. Även Wyclef Jean var där för att sjunga Hips Don't Lie.

## DVD-lista
1. Estoy Aquí
2. Te Dejo Madrid
3. Don't Bother
4. Antologia
5. Hey you
6. Inevitable
7. Si Te Vas
8. La Tortura (Feat. Alejandro Sanz)
9. No
10. Whenever, Wherever
11. La Pared
12. Underneath Your Clothes
13. Pies Descalzos, Sueños Blancos
14. Ciega, Sordomuda
15. Ojos Así
16. Hips Don't Lie (Feat. Wyclef Jean)